# Jean Gottigny
Jean Gottigny est un humaniste et théologien belge, né à Audenarde (Gand) le 14 juillet 1941. Prêtre de l'Opus Dei, il est le premier numéraire de Belgique. Son grand-père, Albert Gottigny (1873-1958) fut le premier juge en Belgique qui, en 1927, à sa demande, a prêté serment en flamand. Et ce malgré les directives du ministre de la Justice. Sa grand-tante, Berthe Sibenaler-Gottigny (1875-1972), fut l'une des premières femmes bourgmestres de Belgique, à Oud-Heverlee, de 1935 à 1940, puis de 1944 à 1946. Il y a une rue Berthe Gottigny à Heverlee.
Malgré ses origines flamandes, la presque intégralité de son œuvre a été écrite en français, langue qu’il maîtrise et soigne, frôlant parfois le perfectionnisme. Son style, concis, se caractérise par un vocabulaire précis.
Les sujets abordés dans ses ouvrages sont très variés. Son enfance africaine, et ses séjours d’étude en Espagne, Italie et France, ne sont probablement pas étrangers à cette thématique universaliste. Par contre, sa Flandre natale apparaît très rarement dans sa production littéraire.
On distingue facilement quatre périodes dans l’activité créatrice de Jean Gottigny. Tout d’abord, la période humaniste où les sujets littéraires et historiques monopolisent sa production. Elle finit en 1967 avec sa thèse sur Juste Lipse, Juste Lipse et l’Espagne. Vient ensuite une période où le pôle d’intérêt bascule vers la spéculation théologique. Sa thèse en théologie soutenue en 1972 a porté sur l'ecclésiologie de Fénelon, sujet suggéré par le père Yves Congar. Il a été ordonné prêtre en 1975. Depuis lors, les publications de théologie spéculative sont moins fréquentes, et il commence à collaborer avec diverses publications belges et européennes en ce qui pourrait être défini comme théologie pratique ou pastorale. Un nouveau tournant arrive avec le XXIe siècle. C'est en quelque sorte un retour aux sources. Inspiré par la publication de Jésus de Nazareth de Benoît XVI, il s'adonne à l'étude du livre  par excellence, la Bible. Actuellement, il s'intéresse à l'exégèse biblique.
En plus de sa propre production, Gottigny a collaboré à de nombreuses traductions en français, principalement de textes théologiques.